# Sigma SD15
Sigma SD15 — цифровой однообъективный зеркальный фотоаппарат японской фирмы Sigma Corporation, о начале разработке которого компания сообщила 23 сентября 2008 года на выставке 2008 Photokina. Спустя более чем год на выставке PMA 2010 компания повторно анонсировала SD15, указав точные технические характеристики.

## Описание
Sigma SD15 представляет собой однообъективную цифровую зеркальную камеру со светочувствительной КМОП-матрицей с кроп-фактором 1,74 (физический размер матрицы: 20,7×13,8 мм).
От других цифровых зеркальных камер Sigma SD15 отличается в первую очередь матрицей Foveon X3 компании Foveon, в которой цветоделение на аддитивные цвета RGB проводится послойно, по толщине полупроводникового материала, с использованием физических свойств кремния. Матрица состоит из трех слоев по 4,69 млн пикселей разрешением 2652×1768 точек каждый. В сумме матрица состоит из 14,06 млн эффективных пикселей, но размер получаемого кадра составляет 4,69 млн пикселей (2652×1768 точек).

## Отличия отSD14
Ниже перечислены наиболее значимые отличия SD15 от SD14:
- новый процессор True II, как и в последних моделях DPx (модель SD14 имеет процессор True I);
- большой 3,0″ TFT экран c 460 тыс. пикселей (у SD14 экран 2,5″ со 150 000 тыс. пикселей);
- поддержка карт памяти SD/SDHC и MMC (SD14 поддерживает только карты памяти Compact Flash Type I/II);
- увеличенная вдвое чувствительность ISO — от 100 до 1600 единиц (в расширенном режиме 50—3200) — по сравнению с 100—800 (в расширенном режиме 50—1600) у SD14;
- увеличенный до 21 RAW-снимка буфер серийной съемки (в SD14 — до 7 RAW-снимков);
- автобрекетинг до 5 кадров для HDR-энтузиастов (до 3 кадров в SD14).

## Совместимость
Sigma SD15 совместима со всеми объективами и аксессуарами, производимыми компанией Sigma для своих камер:
- со всей линейкой объективов Sigma, начиная от 8-мм (сверхширокоугольного) и заканчивая 800-мм (сверхдлиннофокусным);
- со всей линейкой аксессуаров Sigma (например, батарейная ручка Power Grip PG-21, пульт дистанционного управления Remote Controller RS-31);
- со всей линейкой вспышек Sigma.